# Абрамс, Герберт
Герберт Э. Абрамс  (англ. Herbert E. Abrams; 20 марта 1921, Гринфилд, Массачусетс, США  —  29 августа 2003, Кент, Коннектикут, США) —  американский художник-портретист.

## Биография
Родился 20 марта 1921 года в городе Гринфилд, штат Массачусетс.
Его родители являлись иммигрантами первого поколения из Германии. Был одним из ведущих художников   эпохи, известным  стилем традиционного реализма. В числе его наиболее известных работ — официальные портреты руководителей Белого дома или бывших президентов США, среди которых Джимми Картер и Джордж Буш (старший). За  время своей плодотворной карьеры он написал более 400 портретов, в том числе генерала Уильяма Уэстморленда, драматурга Артура Миллера и астронавта  Базза Олдрина.
Другие портреты Абрамса представлены в Капитолии (сенатор Говард Бейкер), Департамент казначейства (министр финансов Дональд Т. Риган), Национальная портретная галерея (Миллер) в Вашингтоне и Военная академия в Вест-Пойнте (Уэстморленд и Олдрин).
Герберт Абрамс скончался 29 августа 2003 года на 83-м году жизни в Кенте. Причиной смерти стал рак.